# Васильевка (Хабарский район)
Васи́льевка — посёлок в Хабарском районе Алтайского края России. Входит в состав Плёсо-Курьинского сельсовета.

## История
Основан в 1910 году. В 1928 году посёлок состоял из 112 хозяйств, основное население — украинцы. В административном отношении являлся центром Васильевского сельсовета Хабаровского района Славгородского округа Сибирского края.

## Население
| 1997 | 1998 | 1999 | 2000 | 2001 | 2002 | 2003 |
| ---- | ---- | ---- | ---- | ---- | ---- | ---- |
| 292  | ↗296 | ↗320 | ↘304 | ↘299 | ↗307 | ↘292 |
| 2004 | 2005 | 2006 | 2007 | 2008 | 2009 | 2010 |
| ↘286 | ↘283 | ↘279 | ↘260 | ↘250 | ↗260 | ↘222 |
| 2011 | 2012 | 2013 |      |      |      |      |
| ↘219 | ↘209 | ↘207 |      |      |      |      |

## Улицы
- ул. Ленинская,
- ул. Молодёжная,
- ул. Октябрьская,
- ул. Южная,
- пер. Южный.